# Międzyrzec Podlaski (gemeente)
De gemeente Międzyrzec Podlaski is een landgemeente in het Poolse woiwodschap Lublin, in powiat Bialski.
De zetel van de gemeente is in Międzyrzec Podlaski.
Op 30 juni 2004 telde de gemeente 10 366 inwoners.

## Oppervlakte gegevens
In 2002 bedroeg de totale oppervlakte van gemeente Międzyrzec Podlaski 261,58 km², waarvan:
- 66% - agrarisch
- 26% - bossen

De gemeente beslaat 9,5% van de totale oppervlakte van de powiat.

## Demografie
Stand op 30 juni 2004:
| Omschrijving                   | Totaal | Totaal | Vrouwen | Vrouwen | Mannen | Mannen |
| ------------------------------ | ------ | ------ | ------- | ------- | ------ | ------ |
| eenheid                        | aantal | %      | aantal  | %       | aantal | %      |
| inwoners                       | 10 366 | 100    | 5193    | 50,1    | 5173   | 49,9   |
| bevolkingsdichtheid (inw./km²) | 39,6   | 39,6   | 19,9    | 19,9    | 19,8   | 19,8   |

In 2002 bedroeg het gemiddelde inkomen per inwoner 1242,16 zł.

## Aangrenzende gemeenten
Biała Podlaska, Drelów, Huszlew, Kąkolewnica Wschodnia, Międzyrzec Podlaski, Olszanka, Trzebieszów, Zbuczyn
- Virtual International Authority File: 311251502